# Molophilus (Molophilus) quadrifidus
Molophilus (Molophilus) quadrifidus is een tweevleugelige uit de familie steltmuggen (Limoniidae). De soort komt voor in het Australaziatisch gebied.